# Ladislav Skubík
Ladislav Skubík [ladislau skubík] (5. března 1935 – 31. března 1987) byl slovenský fotbalový útočník.

## Hráčská kariéra
V československé lize hrál za Lokomotívu Košice, aniž by skóroval. V roce 1953 se stal s Lokomotívou Košice mistrem Československa v dorostenecké kategorii.

### Prvoligová bilance
| Ročník         | Zápasy | Góly | Minuty | Klub              |
| -------------- | ------ | ---- | ------ | ----------------- |
| I. liga 1953   | 4      | 0    | –      | Lokomotíva Košice |
| CELKEM I. LIGA | 4      | 0    | –      |                   |